# Tomice (okres Vratislav)
Tomice (německy Thomnitz) je vesnice se statusem starostenství v Dolnoslezském vojvodství v Polsku. Je součástí vesnické gminy  Jordanów Śląski v okrese Vratislav. Leží 4 km jihozápadně od centra gminy Jordanów Śląski.